# Golden Delicious

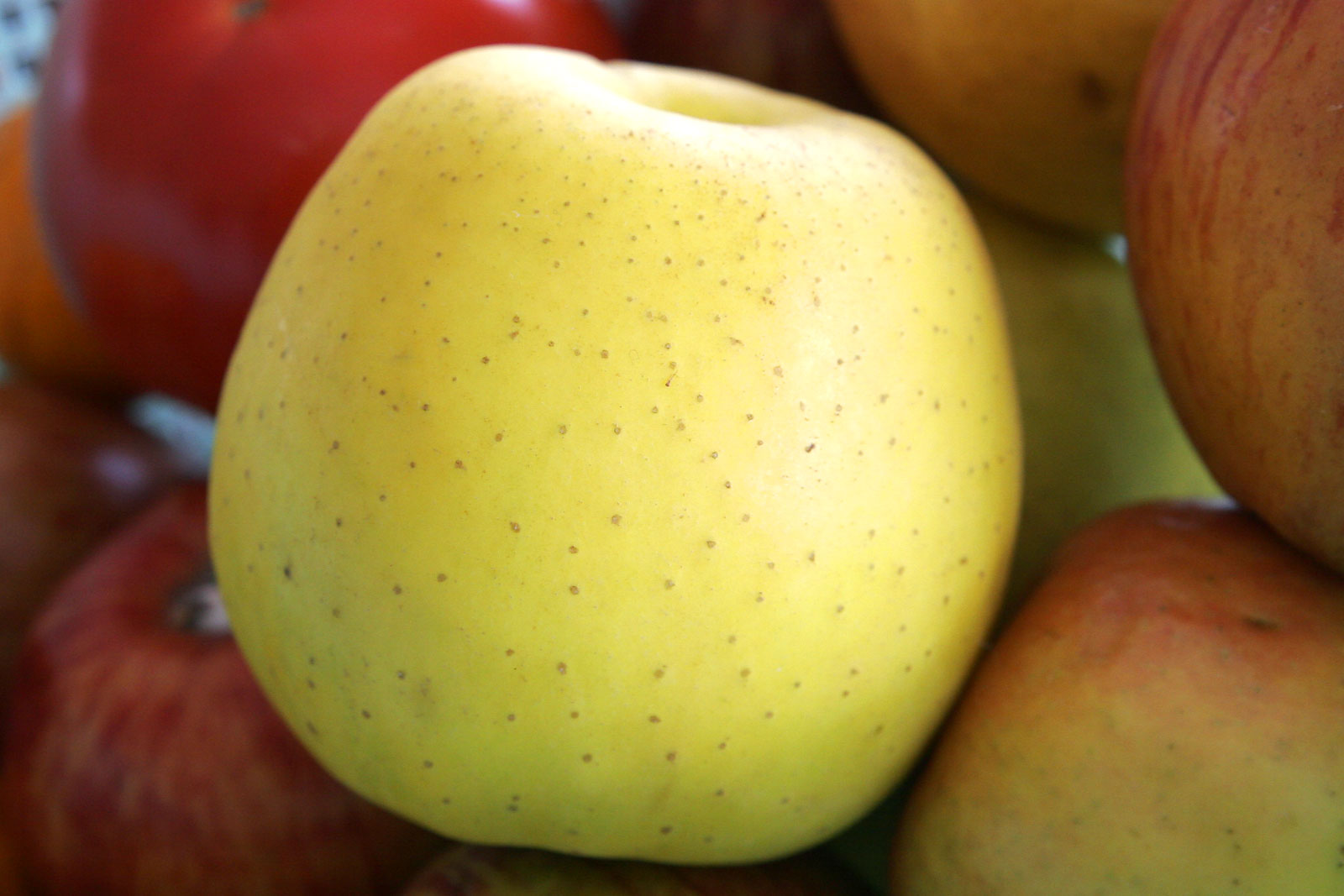
Poma Golden Delicious presentant també les típiques lenticel·les sobre la seva pell groga

Golden Delicious és una cultivar de poma de color groc. És una de les varietats de poma més cultivades arreu del món. En climes temperats de l'hemisferi nord, es cull a partir de setembre.
Va aparéixer l'any 1891 a la granja Mullins, al comtat administratiu de Clay de l'estat de Virgínia Occidental (Estats Units) i no va ser comercialitzada fins al 1914 quan els grangers van vendre els drets de multipliació a un viver.
Va ser originada per un creuament fortuït d'altres varietats de pomeres possiblement les varietats Grimes Golden i Golden Reinette
Golden Delicious és una cultivar que fa pomes grosses amb la pell groga que resulten de gust molt dolç. En l'emmagatzematge s'ha de tenir en compte que les pomes són propenses a marcir-se i presentar enfosquiment pels cops que rebi. Es fan servir molt en les amanides, la salsa de poma i el xarop de poma
L'any 2010 un consorci italià va anunciar que havien seqüenciat el genoma. Té el nombre més alt de gens (57.000) de qualsevol genoma de plantes estudiat fins a la data.

## Alguns cultivars que en descendeixen
Es considera que existeix un grup Golden format per aquests descendents, entre parèntesis s'indica els progenitors en els encreuaments.
- Arlet (Golden Delicious × Idared)
- Bohemia (Lord Lambourne × Golden Delicious)
- Chantecler (Golden Delicious × Reinette Clochard)
- Delbarestivale delcorf (Golden Delicious × Stark Jonagrimes)
- Elstar (Ingrid Marie × Golden Delicious)
- Jonagold (Golden Delicious × Jonathan)
- Pinova (Clivia × Golden Delicious)
- Tentation delblush (Grifer (Blushing Golden) × Golden Delicious)
- Cripps Pink (Lady Williams × Golden Delicious)
- Mutsu (poma) (Indo apple × Golden Delicious)